# Hamearis alba
Hamearis alba är en fjärilsart som beskrevs av Gussich 1917. Hamearis alba ingår i släktet Hamearis och familjen Riodinidae. Inga underarter finns listade i Catalogue of Life.